# Torre di cristallo
Torre di cristallo (The Tower of Glass) è un romanzo di fantascienza del 1970 dello scrittore statunitense Robert Silverberg.
È stato candidato ad entrambi i maggiori riconoscimenti della letteratura fantascientifica, il Premio Hugo e il Premio Nebula.

## Storia editoriale
Il romanzo è stato pubblicato per la prima volta sulla rivista Galaxy Science Fiction in tre puntate uscite nei numeri di aprile, maggio e giugno del 1970 e ristampato poi nello stesso anno in edizione paperback con il titolo abbreviato in Tower of Glass. Nell'anno seguente è stato candidato al Premio Hugo e al Premio Nebula, classificandosi al secondo posto nel Premio Locus.
In Italia il romanzo è stato pubblicato nel 1973 dalla casa Editrice Nord, nel numero 25 della collana Cosmo, e successivamente dalla Arnoldo Mondadori Editore nell'aprile 1994 nel numero 205 della collana Classici Fantascienza, con copertina di Marco Patito e nel numero 20 della collana I Libri di Urania, nel settembre del 1994.

## Trama
(Torre di cristallo, Robert Silverberg)
Simeon Krug è un uomo ricchissimo, avendo inventato gli androidi. Da vasche contenenti RNA le sue industrie producono androidi, simili in tutto agli esseri umani (tranne per la pelle rossa e per l'essere totalmente glabri; gli androidi sono inoltre sterili). L'uomo è in minoranza e gli androidi, suddivisi in tre caste sulla base della loro intelligenza, gli "Alfa", i "Bravo" e i "Gamma", sono usati come forza lavoro e venduti e trattati come schiavi. A seguito della ricezione di un segnale proveniente dalla nebulosa planetaria NGC 7293, decide di costruire un'astronave capace di raggiungere il mittente del messaggio, e una torre di cristallo per poter lanciare dei segnali tramite dei tachioni.
Capo del cantiere è l'androide Alfa Thor Guardiano, che è anche uno dei massimi esponenti della nuova religione a cui appartengono gli androidi: essi adorano (a sua insaputa) Krug, che un giorno, essi auspicano, dovrà liberarli dalla situazione di meri oggetti quali ora sono considerati. La scoperta che suo figlio Manuel tradisce la moglie con l'androide Alfa Lilith, porta Krug a condividere tramite un macchinario la sua mente con Thor. Krug comprende i sentimenti degli androidi ma Thor comprende anche che Krug considera gli androidi degli oggetti, semplici macchine, seppure molto intelligenti.
Questa scoperta scatena la rivolta degli androidi di tutta la Terra, che si sentono traditi dal loro dio. Thor distrugge la torre, ormai alta oltre mille metri, prima di venire ucciso da Krug. Krug si reca al cantiere della nave spaziale e decide di imbarcarsi lui stesso, ibernandosi, per raggiungere la nebulosa e cercare un contatto con gli originatori del messaggio.

## Edizioni
- (EN) Robert Silverberg, The Tower of Glass 1/3, in Galaxy Science Fiction, vol. 30, n. 1, UPD Publishing Corporation, aprile 1970.
- (EN) Robert Silverberg, The Tower of Glass 2/3, in Galaxy Science Fiction, vol. 30, n. 2, UPD Publishing Corporation, maggio 1970.
- (EN) Robert Silverberg, The Tower of Glass 3/3, in Galaxy Science Fiction, vol. 30, n. 3, UPD Publishing Corporation, giugno 1970.
- (EN) Robert Silverberg, Tower of Glass, 1ª ed., Scribners & Sons, 1970.
- Robert Silverberg, Torre di cristallo, Cosmo. Collana di Fantascienza n.25, Editrice Nord, 1973,  p. 258.
- Robert Silverberg, Torre di cristallo, traduzione di Marzio Tosello, collana Classici Fantascienza n° 205, Arnoldo Mondadori Editore, 1994,  p. 238.
- Robert Silverberg, Torre di cristallo, traduzione di Riccardo Valla, collana I Libri di Urania n° 20, Arnoldo Mondadori Editore, 1994,  p. 238.